# Облачићи
Облачићи су српска средњовековна властелинска породица. Имали су поседе на северу Шумадије.
Раде Облачић (Радич Приступовић) сматра се родоначелником ове породице, али његово порекло није познато. Зна се да је служио деспоте Стефана Лазаревића и Ђурђа Бранковића, а у битци код Чеморла 1413 истакао се јуришем који је преокренуо ток битке.